# NGC 6353
NGC 6353 is een groep van 5 sterren in het sterrenbeeld Hercules. Het hemelobject werd in 1886 ontdekt door de Duits-Britse astronoom Jacob Gerhard Lohse (1851-1941). Daar dit object uit slechts 5 sterren bestaat, is het tevens gerangschikt in de lijst van de telescopische asterismen.